# حي المستراح
حي المستراح هو حي قديم في المدينة المنورة يقع في الجهة الشمالية للمسجد النبوي الشريف ويبعد عنه قرابة 1,2 كم، وهو حي شعبي في بعض مناطقه ومتطور في بعضها الآخر ويمر بجواره طريق الملك فهد وهو الطريق المؤدي للمسجد النبوي وحي سيد الشهداء، ويجاوره أيضاً طريق الملك عبد الله وطريق سلطانة، كما يتخلله طريق عثمان بن عفان، ويعتبر المستراح حي صغير نسبياً ولكن الكثافة السكانية به كبيرة، يوجد به مسجد المستراح ودار الصديقة بنت الصديق لتحفيظ البنات القرآن الكريم، ونظرًا لِقِدم الحي فهو يتميز بوفرة المرافق الخدمية والعقارات التي تناسب جميع الفئات المجتمعية بالمدينة، يحتوي الحي على مجمع عيادات الدكتور محمد كافي الطبي ومستشفى الدكتور حامد سليمان الأحمدي ومركز طاقات لتوظيف النساء، وثانوية المستراح.